# Фурнье Д’Альба
Эдмунд Эдвард Фурнье Д’Альба (англ. Edmund Edward Fournier d'Albe) (1868—1933) — ирландский лингвист, философ, физик, эсперантист, изобретатель оптофона.
В основном известен своими ранними трудами о самоподобии в природе — «Два новых мира: инфрамир и супрамир» и фрактальным решением парадокса Ольберса, которые легли в основу теории бесконечной вложенности материи.
В молодости занимался журналистикой, позже преподавал в Дублинском университете, под руководством Г. Ф. Фицджеральда, там же работал над созданием английско-ирландского словаря, одновременно изучая Эсперанто. В 1910 году был назначен помощником лектора по физике в Бирмингемском университете. Проводил исследования электро-оптических свойств селена. В 1923 году первым в мире беспроводным способом передал фотографию (изображение короля Георга V). В 1926 году на 18-м Всемирном Конгрессе Эсперанто выступил с речью «Беспроводная телеграфия и телевидение». Д’Альба также путешествовал в Индию, где работал в Панджабском университете в Лахоре.

## Основные научные труды
- Два новых мира. Инфрамир и Супрамир, 1907
- Hephaestus, or The Soul of the Machine, 1925
- Quo Vadimus? Some Glimpses of the Future, 1925

Также опубликовал ряд работ разоблачающих известных спиритистов.
- Жизнь Сера Виллиама Крукса (T. Fisher Unwin Ltd., London), 1923
- Круг Голайтера (The Goligher Circle), 1922
- Новый свет на бессмертие, 1908